# Station Bad Salzdetfurth Solebad
Station Bad Salzdetfurth Solebad (Haltepunkt Bad Salzdetfurth Solebad) is een spoorwegstation in de Duitse plaats Bad Salzdetfurth, in de deelstaat Nedersaksen. Het station ligt aan de spoorlijn Bad Gandersheim - Groß Düngen en is geopend na de renovatie van de spoorlijn in 2003. Het station ligt dicht bij het kuuroord van Bad Salzdetfurth.

## Indeling
Het station heeft één zijperron, dat niet is overkapt maar voorzien van abri's. Het station is te bereiken via een overweg vanaf de straat Salinenstraße. Dicht bij het station is er een fietsenstalling.

## Verbindingen
De volgende treinserie doet het station Bad Salzdetfurth Solebad aan:
| Serie | Treinsoort                  | Route                                                 | Bijzonderheden |
| ----- | --------------------------- | ----------------------------------------------------- | -------------- |
| RB 79 | Regionalbahn (NordWestBahn) | Hildesheim Hbf – Bad Salzdetfurth Solebad – Bodenburg |                |